# Southern Automobile Manufacturing Company (Tennessee)
Southern Automobile Manufacturing Company war ein US-amerikanischer Hersteller von Automobilen aus Tennessee.

## Unternehmensgeschichte
W. N. Frazee, W. A. King, L. P. Miller und W. A. Schibley gründeten 1920 das Unternehmen. Der Sitz war in Memphis. Konstrukteur war W. F. Drake. Im gleichen Jahr begann die Produktion von Personenkraftwagen. Der Markenname lautete Southern Six. Außerdem waren Nutzfahrzeuge und Traktoren geplant. Noch 1920 endete die Produktion. Insgesamt entstanden wohl zwei Fahrzeuge.
Drake gründete später die Drake Motor & Tire Manufacturing Company.
Es gab keine Verbindung zur gleichnamigen Southern Automobile Manufacturing Company aus Florida.

## Fahrzeuge
Die Fahrzeuge hatten einen Sechszylindermotor von der Continental Motors Company. Er leistete 57 PS. Das Fahrgestell hatte 323 cm Radstand. In der Preisliste stand ein offener Tourenwagen mit fünf Sitzen für 2395 US-Dollar.
Ein Fahrzeug wurde erheblich beschädigt, als sich Polizisten und Banditen eine Schießerei in einer Autowerkstatt lieferten. Ein Fahrzeug war einige Jahre in Benutzung.